# Sasowy Róg
Sasowy Róg – miejsce historyczne w północno-zachodniej Mołdawii, nad Prutem, naprzeciwko Ștefănești w Rumunii.
W okolicy Sasowego Rogu rozegrały się trzy bitwy:
- w 1612 – zakończona zwycięstwem Mołdawian, Turków i Tatarów nad wojskami polskimi Stefana Potockiego, wspierającymi pretensje Konstantyna Mohyły do tronu hospodarskiego
- w 1616 – zakończona zwycięstwem Mołdawian Turków nad prywatnymi oddziałami Samuela Koreckiego, wspierającymi pretensje Aleksandra Mohyły do tronu hospodarskiego
- w 1633 – zakończona zwycięstwem hetmana Stanisława Koniecpolskiego nad Tatarami (podczas wojny polsko-tureckiej).